# C.J. Beathard
Casey Jarrett Beathard (Franklin, Tennessee, 16 de noviembre de 1993), más conocido como C.J. Beathard, es un jugador profesional estadounidense de fútbol americano que se desempeña en la posición de quarterback en Jacksonville Jaguars, equipo de la National Football League (NFL).

## Carrera
Fue seleccionado en la tercera ronda en la Reunión Anual de Selección de Jugadores de la NFL de 2017. Hizo su debut profesional con el equipo San Francisco 49ers, en el cual jugó tres temporadas (2017-2019, 2020-2021), posteriormente pasó a Jacksonville Jaguars, donde lleva jugando cuatro temporadas.